# Строп (приспособление)

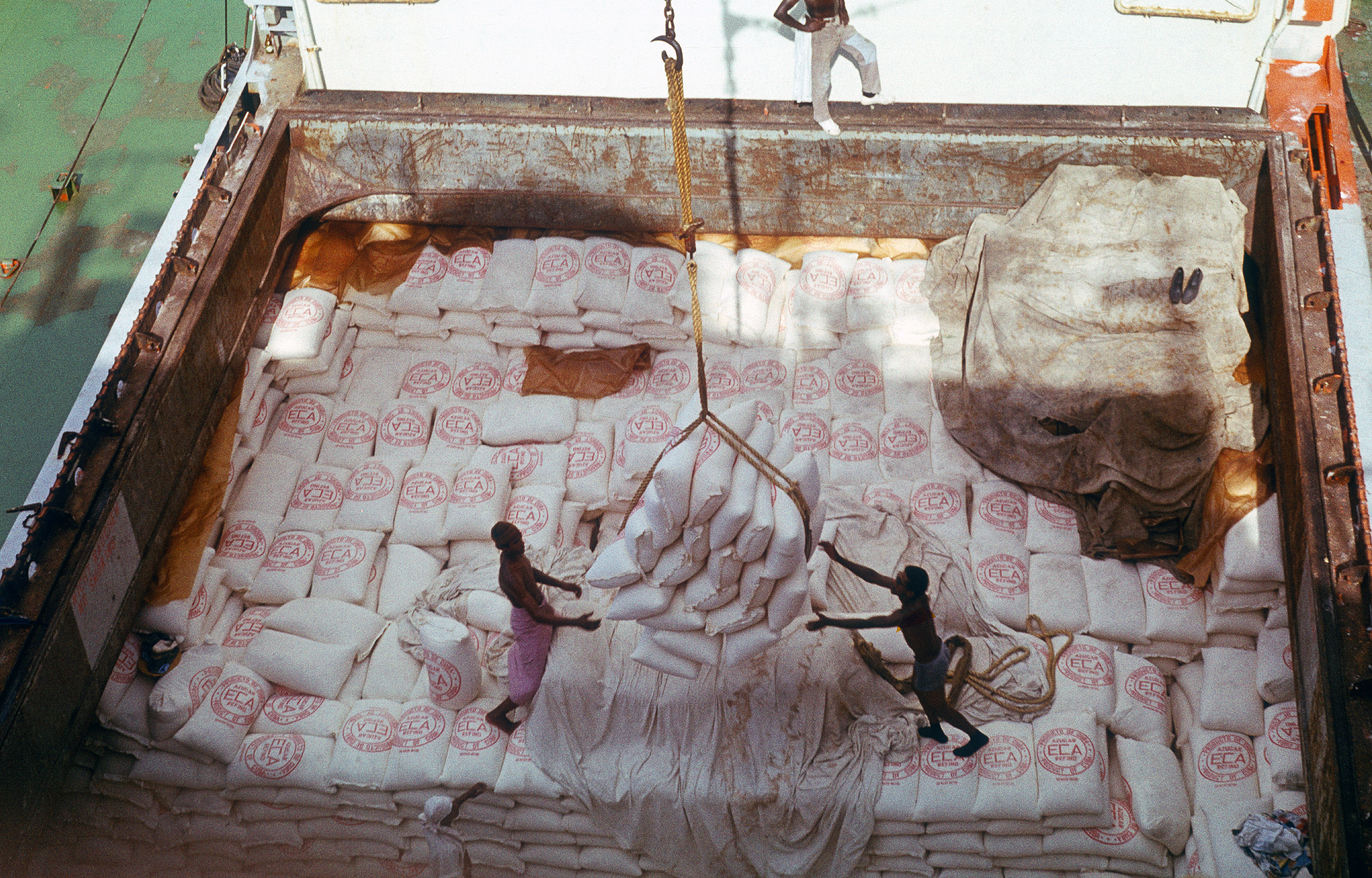
Использование стропа в порту Матансас (Куба) во время погрузки сахара в мешках. Такой строп моряки называют «растительным стропом» или «синтетическим стропом» в зависимости от материала

Строп (от нидерл. strop; также разг. стропа́, уменьш. стро́пка) — приспособление (канат или цепь в одну или несколько ветвей; также могут использовать ленты, грузовые сети, полотнища), предназначенное для подъёма грузов либо обхвата предмета сложной поверхности. На конце могут крепить крюк, скобу, кольцо.
Существует автостроп — автоматически действующий грузозахват, используемый для зачалки и расчалки грузов в труднодоступных местах, для захвата контейнеров, пакетов.
«Стропами» также называют элементы аэростатов и парашютов. К стропам также относят матерчатые ленты на рюкзаках, предназначенные для регулировки объёма и распределения нагрузки на лямки.

## Грузовые стропы

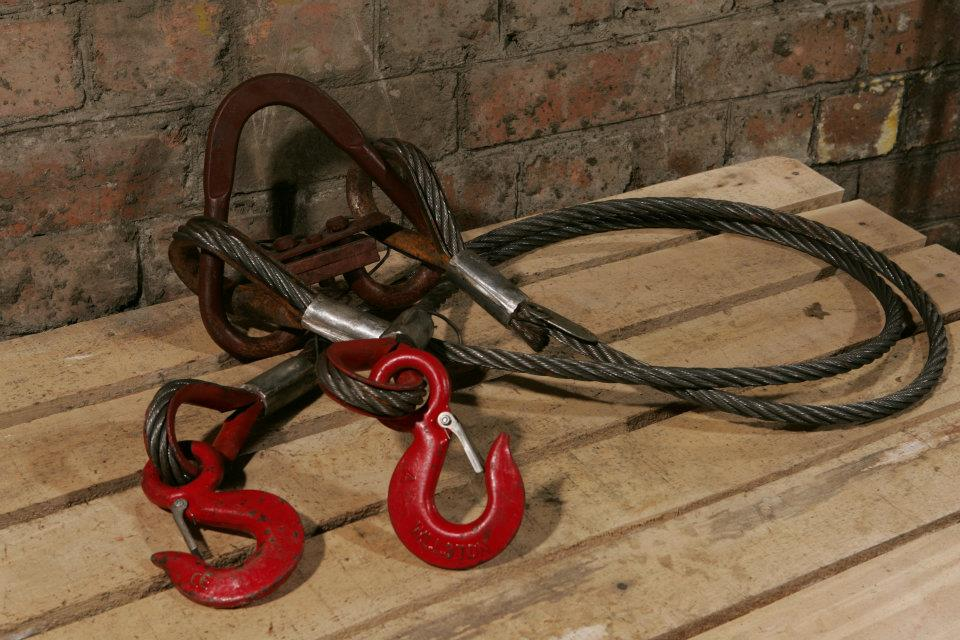
«канатный строп» — береговое название у строителей, моряки и портовые грузчики это «стропом» не называют, так как крюки уже подсоединены, а называют «гачки» или «стропа с гачками и треугольником». Отдельно стальной трос с двумя огонами (если убрать треугольник и крюки) называется «стальным стропом», канаты у моряков бывают не только стальные, есть синтетические, растительные, смешанные
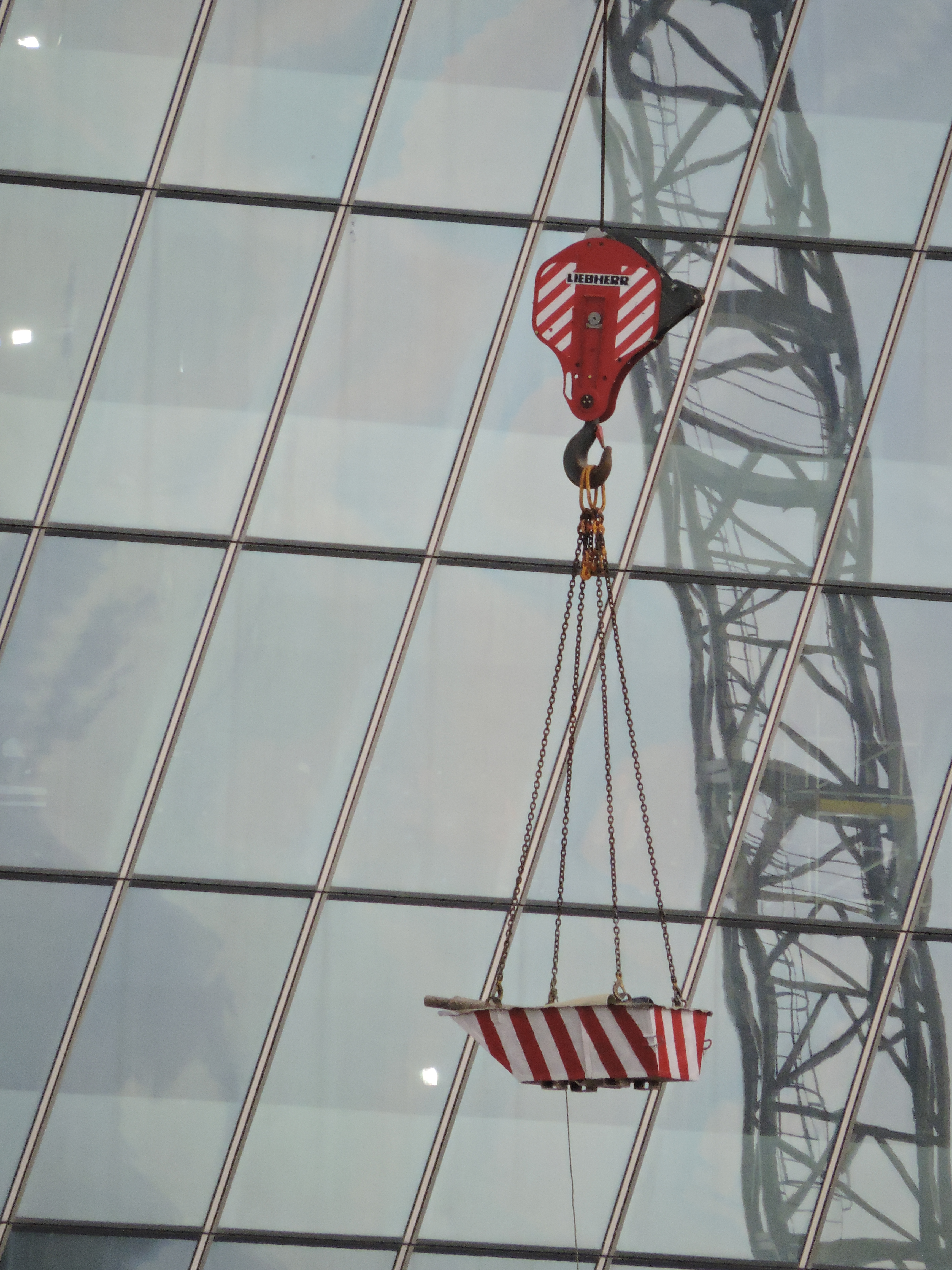
груз на цепных стропах, подвешенных к крюку башенного крана
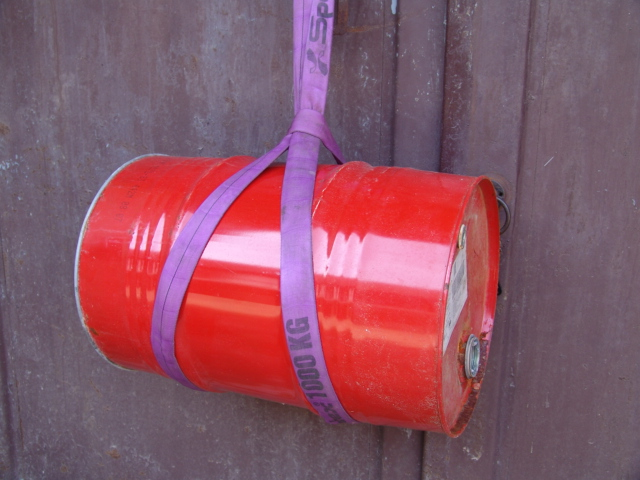
подъём бочки глухой петлёй при помощи стропы

### Типы грузовых стропов
- Синтетический строп
- Ленточный строп
- Стальной строп

Основные параметры и размеры шести типов грузовых канатных стропов для строительства установлены ГОСТом 25573‑82. Предусмотренные этим стандартом стропы состоят «из соединительных элементов (канатных ветвей, звеньев) и захватов (крюков, карабинов)».